# Encephalartos woodii
Encephalartos woodii (Sander, 1908) è una cicade della famiglia delle Zamiaceae, nativa del Sudafrica.
La specie è ormai estinta in natura. Secondo una recente stima nel mondo ne esistono circa 500 esemplari, ospitati in orti botanici e collezioni private.

## Storia
La scoperta della specie si deve a John Medley Wood (1827-1915) che nel 1895 trovò un gruppo di quattro esemplari nella foresta di Ngoye, a circa 30 km da Mtunzini nel KwaZulu-Natal. Nel 1907 due dei quattro esemplari furono prelevati e trapiantati nell'Orto botanico di Durban. Dei due esemplari rimasti in natura uno subì una mutilazione ad opera di ignoti che ne causò la morte;  nel 1916 l'ultimo esemplare sopravvissuto fu prelevato dal Forestry Department, e trasferito a Pretoria, dove sopravvisse sino al 1964. Nonostante la foresta di Ngoye sia stata più volte esplorata alla ricerca di eventuali altri esemplari, le ricerche hanno sempre dato esito negativo.

## Descrizione
È una specie arborescente, eretta, pachicaule, il cui tronco può raggiungere i 7 m di altezza e i 75 cm di diametro. Dalla base del tronco si originano spesso polloni basali, che costituiscono la unica opportunità di propagazione della specie (vedi sotto).
Le foglie, disposte a rosetta all'apice del tronco, arcuate, raggiungono i 2–3 m di lunghezza e i 50 cm di larghezza. Al momento della foliazione sono ricoperte da una spessa peluria che va gradualmente scomparendo; le foglie mature sono di colore verde brillante. Sono pennate e composte da numerose paia di foglioline lanceolate, lunghe circa 20 cm, inserite su un rachide centrale di colore verde-bruno; le foglie basali, in corrispondenza del picciolo, si trasformano in spine. Nelle foglie giovani il margine è dentellato e forma da 3 a 5 spine.
I coni maschili, cilindrico-fusiformi, di colore giallo-arancio, lunghi da 40 a 90 cm e larghi circa 20, si sviluppano in numero di 4-8 per volta; sono dotati di un peduncolo lungo 15–20 cm, ed hanno dapprima portamento eretto, poi reclinante.
I coni femminili non sono mai stati descritti, dal momento che non si è mai trovato in natura un esemplare femminile.

## Distribuzione e habitat
La specie, originaria della foresta di Ngoye nel KwaZulu-Natal (Sudafrica), è oramai estinta in natura.
I circa 500 esemplari esistenti nel mondo sono tutti maschi.

## Propagazione
In mancanza di esemplari femmine l'unica modalità di propagazione disponibile è il trapianto dei polloni basali. Tutti e cinquecento gli esemplari esistenti nel mondo sono stati ottenuti con tale sistema di propagazione dalla originaria pianta raccolta nel 1895 da John Medley Wood. La produzione dei polloni basali inizia una volta che la pianta abbia raggiunto la maturità (in genere intorno ai 10 anni) e procede al ritmo di due-quattro polloni all'anno.

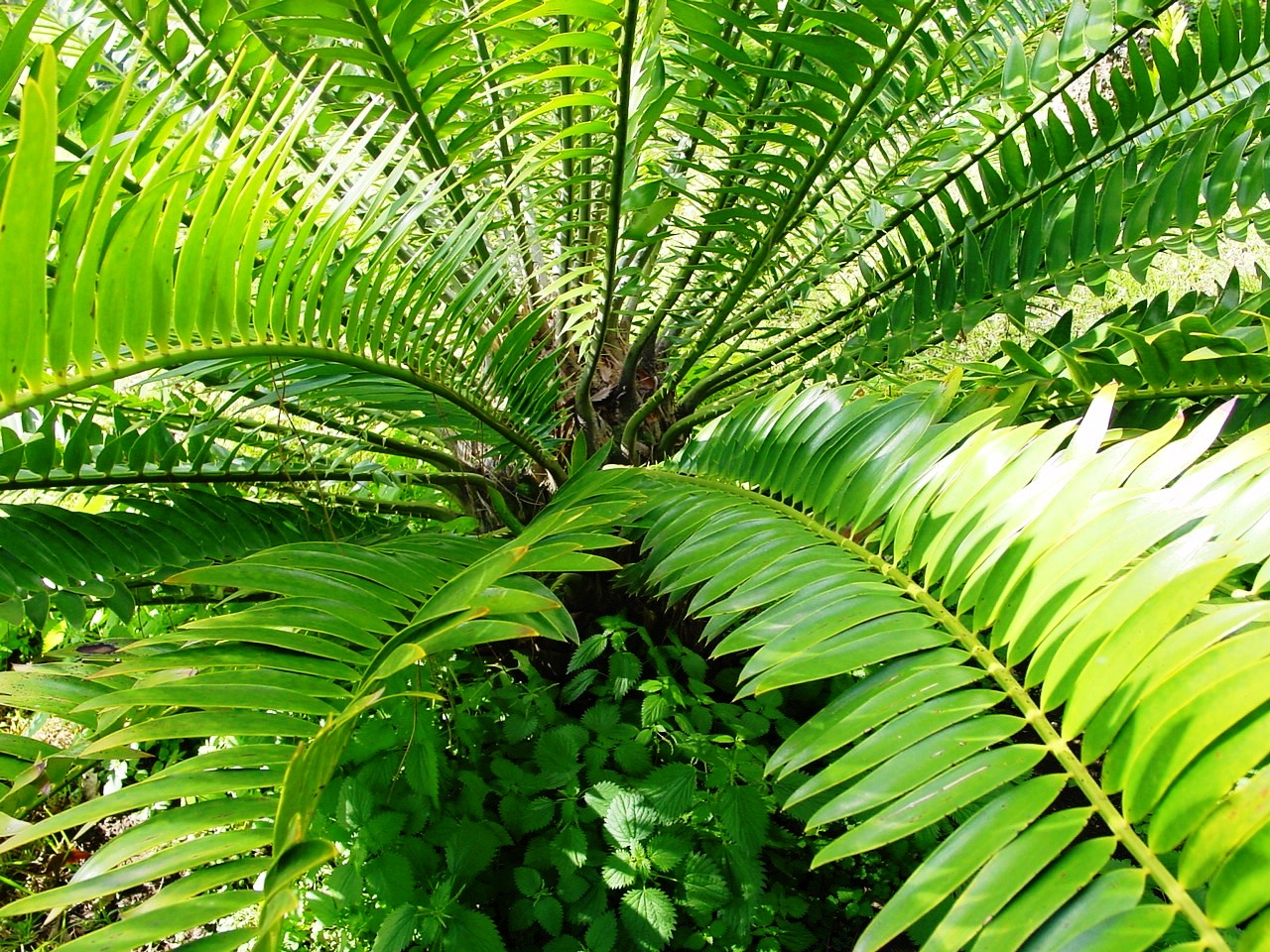
Encephalartos woodii × natalensis
Orto botanico di Palermo

Esiste la possibilità di impollinare esemplari femminili di specie affini con il polline di E. woodii.
Per esempio l'Encephalartos woodii × natalensis è il frutto di un simile incrocio tra un esemplare maschile di E. woodii ed uno femminile di E. natalensis, la specie più prossima.  Incrociando nuovamente con gli esemplari femminili dell'ibrido (F1, 5O% E. woodii) si otterrà una seconda generazione (F2, 75% E. woodii). Ripetendo il processo varie volte si otterranno esemplari con un corredo genetico sempre più vicino a quello di E. woodi: per esempio, la generazione F5 avrà un corredo genetico attribuibile al 97% a E. woodii. Il limite principale di questo approccio è il tempo: considerato che ogni esemplare impiega mediamente quindici anni per raggiungere l'età riproduttiva, occorrerebbe circa un secolo per arrivare ad ottenere un esemplare "quasi puro" di E.woodi.
Una seconda possibilità si basa sulla osservazione, non frequente ma documentata, di cambio spontaneo di sesso di alcuni esemplari di cicadi. Una tale evenienza è stata descritta per esempio in Cycas circinalis,  Encephalartos umbeluziensis  e Zamia integrifolia. In tutti questi casi il cambiamento di sesso era stato preceduto da un trauma fisico o da un'esposizione a temperature rigide. Il meccanismo ormonale che regola un tale passaggio non è ancora noto. Ulteriori studi in tale direzione potrebbero consentire un cambiamento di sesso "pilotato" e quindi la creazione di esemplari femminili di E.woodii.

### Dove si trova
Esemplari di E. woodi possono essere osservati nei seguenti orti botanici:
- Durban Botanical Gardens, a Durban (Sud Africa).
- Kirstenbosch National Botanical Garden,  (Sud Africa)
- Royal Botanic Gardens di Kew  a Londra, (UK).
- Orto botanico di Napoli, (Italia)
- Orto botanico di Amsterdam, (Paesi Bassi)
- National Botanic Gardens di Dublino, (Irlanda)
- Orto botanico di Palermo (E. Natalensis) [7]